# Häradsekonomiska kartan

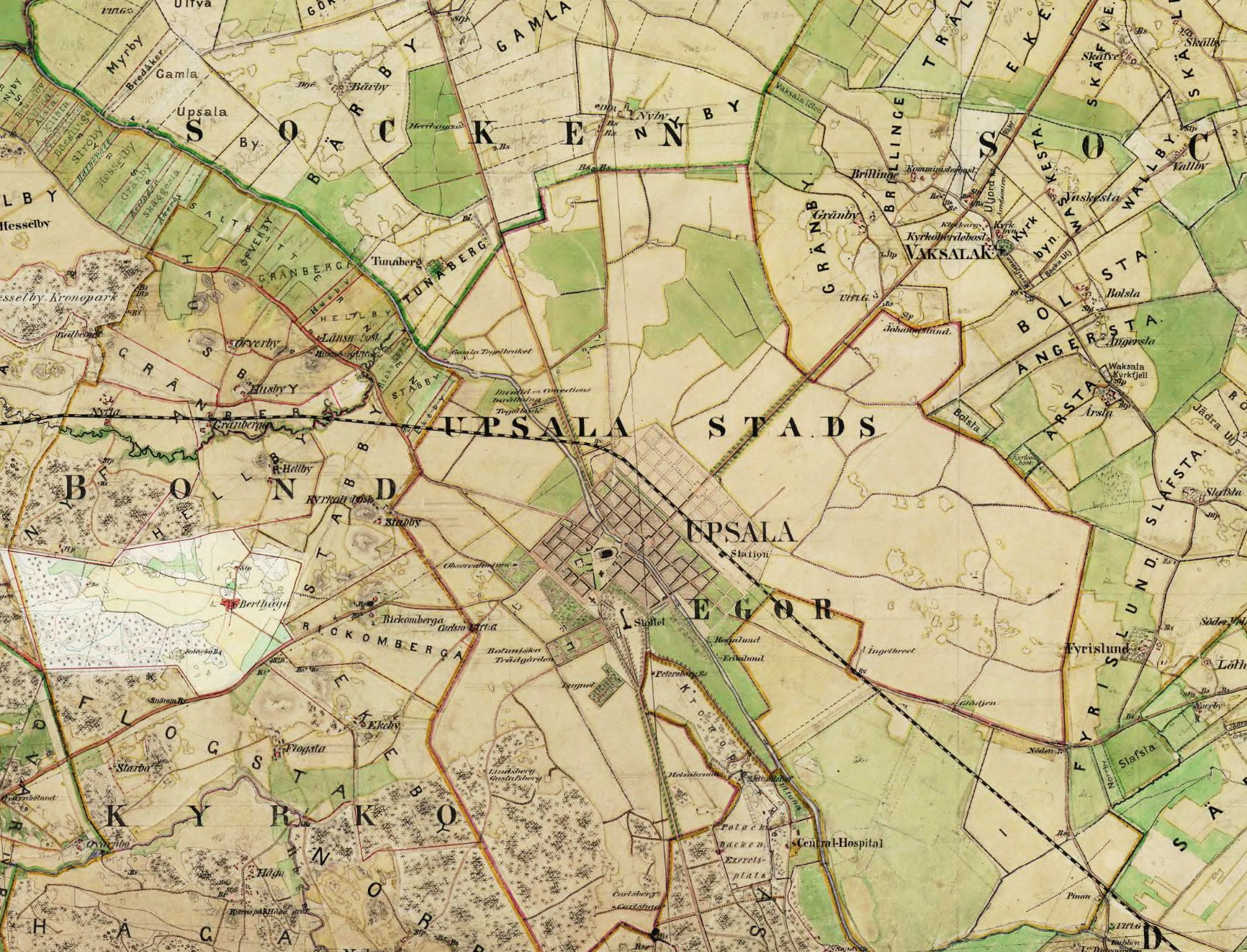
”Upsala stads egor” på Häradsekonomiska kartan från 1859.

Häradsekonomiska kartan, ofta bara kallad häradskartan, är ett historiskt svenskt kartverk som producerades mellan 1859 och 1934 och omfattar cirka 1 500 kartblad för 13 län.

## Kartverket
Föregångaren till Häradsekonomiska kartan var kartor som producerades av Sockenkarteverket fram till 1859 då Rikets ekonomiska kartverk bildades. Man sammanställde sockenkartor i skala 1:20 000 som byggde på kartor upprättade i samband med laga skifte. Dessa gav en bra information över  markanvändning, vegetation, vattendrag, bebyggelse, kommunikationer och gränser. Totalt producerades cirka 1 500 kartor som täcker 13 län i delar av Götaland och Svealand samt några områden i Norrland. I sin helhet ingår de gamla länen: Malmöhus, Kristianstad, Blekinge, Halland, Skaraborg, Älvsborg, Östergötland, Södermanland, Örebro, Uppland, Stockholm, Västmanland och Värmland.
Det existerar även underlagskartor, så kallade stom‐konceptversioner för några fler län. Häradsekonomiska kartan trycktes i färg med skala 1:20 000 i den södra delen av landet och 1:50 000 i Norrbotten. Innehållet, redovisningssättet och kvalitén skiftar och var inte standardiserat, men kartverket kan ändå betraktas som sammanhållen. 

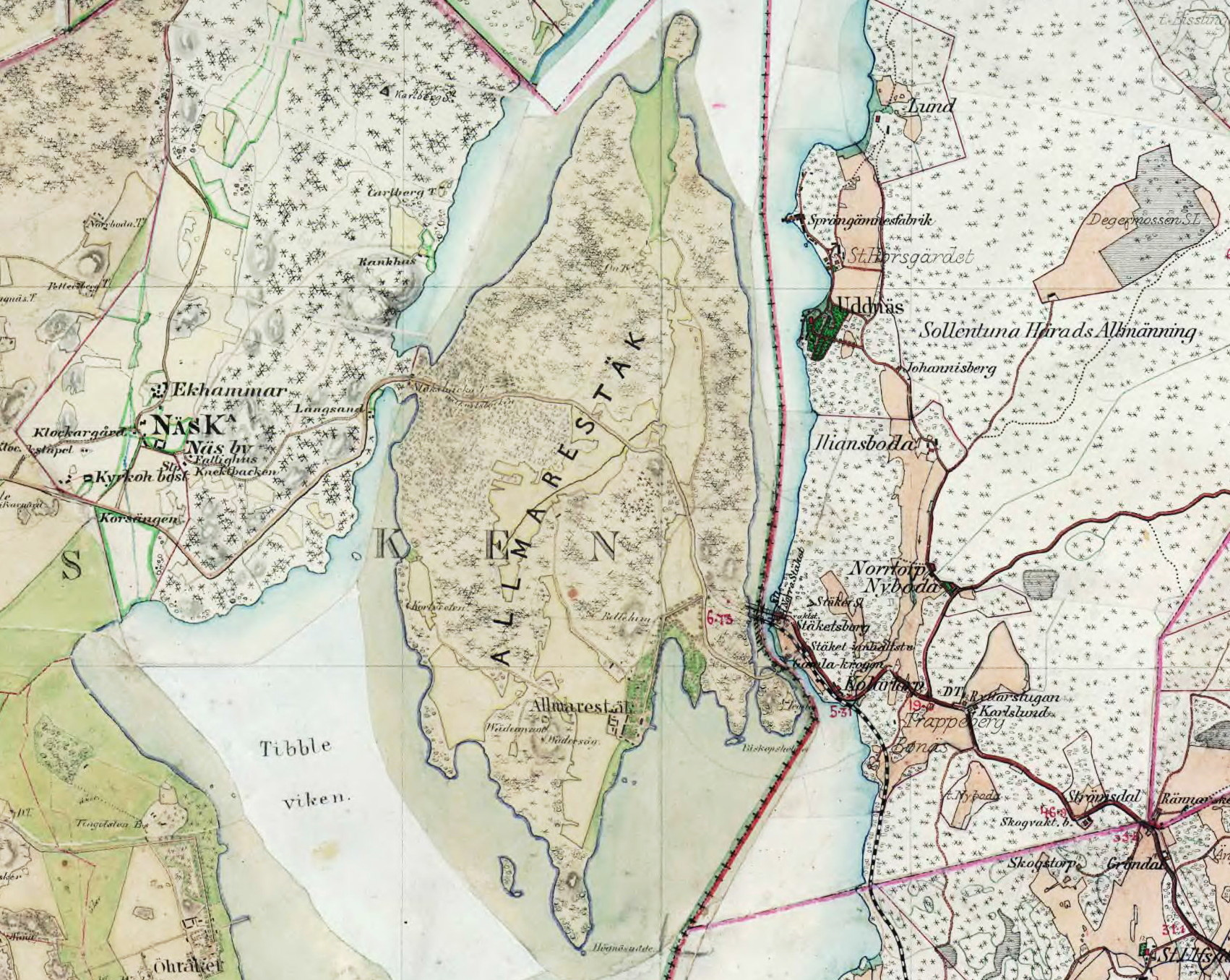
Stäksön och Stäksundet med kartmaterial från olika epoker (1859 respektive 1901).

Viss enhetlig redovisning fanns dock, exempelvis ritades:
- Blå: vattenområden och vattendrag
- Grön: tomtmark och trädgårdar
- Rosa eller gul: åkermark
- Grå med stjärnor: skogsområden (barrträd)
- Grå med ovala ringar: skogsområden (lövträd)
- Röd: bostadshus, herrgårdar och liknande
- Mellanröd eller ljusröd: tätbebyggda stadsområden
- Röd: gränser
- Svart: offentliga byggnader, ekonomibyggnader, fabriker, industrier och liknande
- Brun eller ljusbrun: färdvägar, landsvägar
- Svart/vit: järnvägar

Så småningom fick kartverket en standardiserad bladindelning. I samband med det sattes ibland kartor från olika uppmätningstillfällen och med olika redovisningssätt ihop. Exempel härför är kartblad Stäket J112‐75‐8 som visar Stäksundet och Stäksön. Västra kartdelen (nuvarande Upplands-Bro kommun) härrör från före år 1876 (uppmätt 1859) och utan Stockholm–Västerås–Bergslagens Järnvägars järnvägsspår medan östra delen (nuvarande Järfälla kommun) är uppmätt 1901 och redovisar järnvägsspåret inritat. Vid Stäksundet och gränsen mellan Stockholms-Näs socken och Järfälla socken passar därför vägar och broar inte ihop.
Som exempel kan nämnas att Häradsekonomiska kartan för Stockholms län hade 160 konceptblad och 33 utgivna blad som uppmättes mellan 1901 och 1906 och utgavs mellan 1906 och 1912. För Västmanlands län finns 89 konceptblad och lika många utgivna blad som publicerades åren 1911 till 1917. I Uppsala län utfördes fältmätningarna mellan 1859 och 1863 det gav 86 konceptblad och 18 blad som utgavs åren 1860 till 1864. Efterföljaren till Häradsekonomiska kartan blev Lantmäteriets Ekonomisk karta.

## Kartexempel

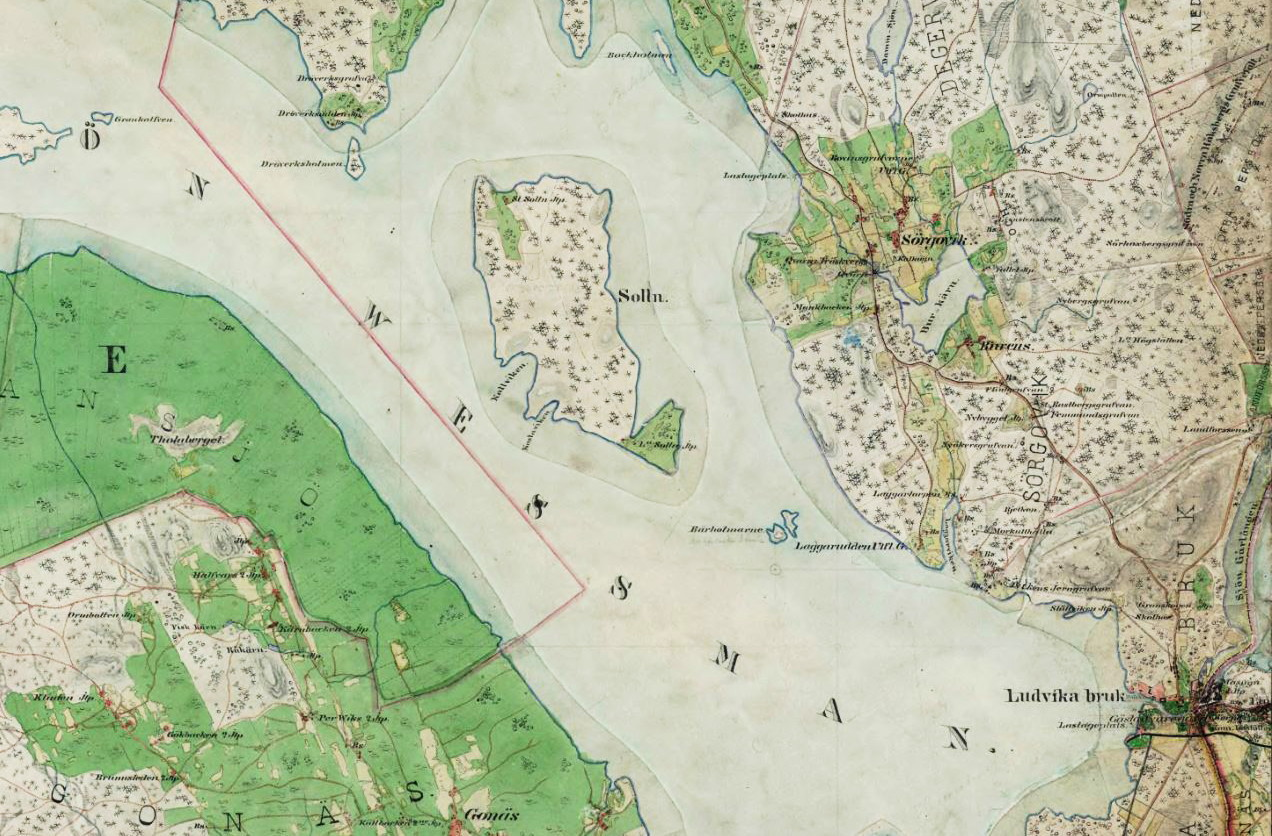
Väsman och Ludvika 1867
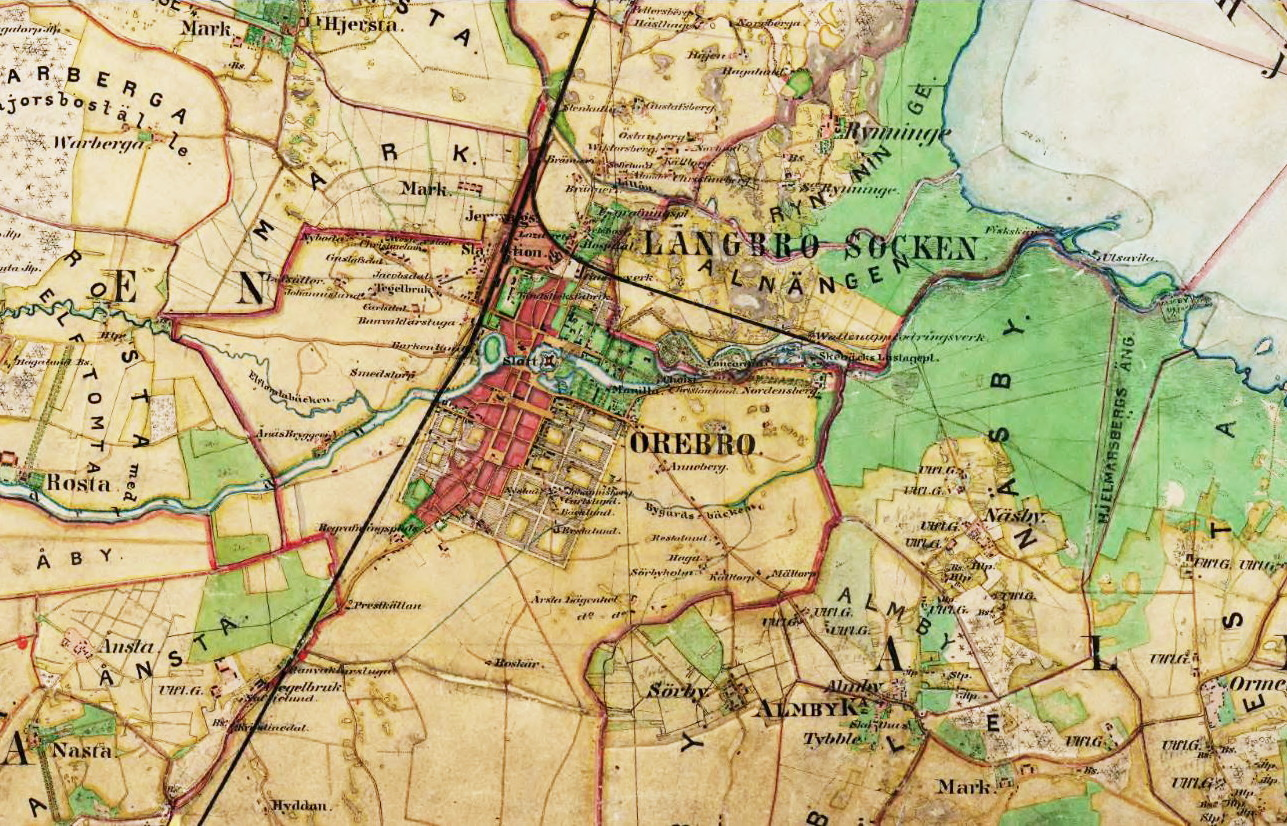
Örebro med omgivning 1867
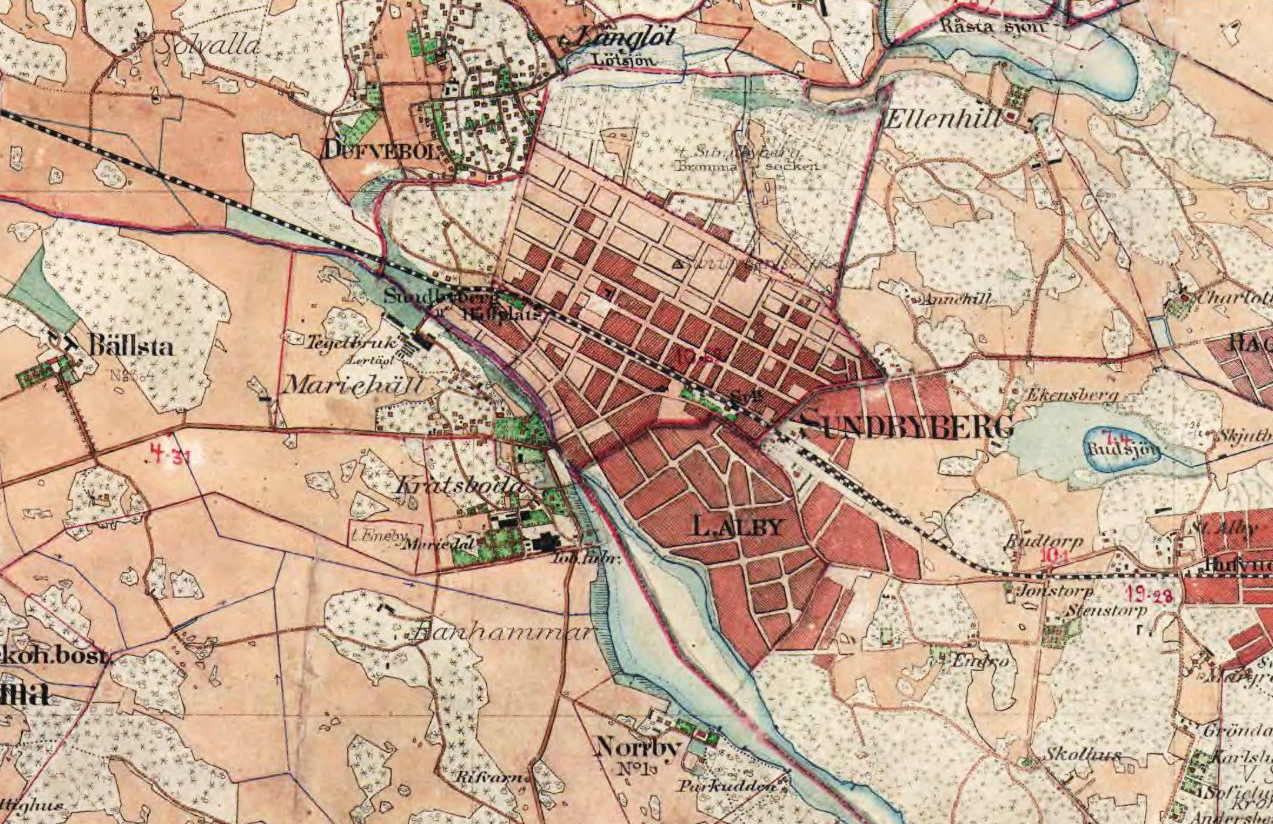
Sundbyberg 1901
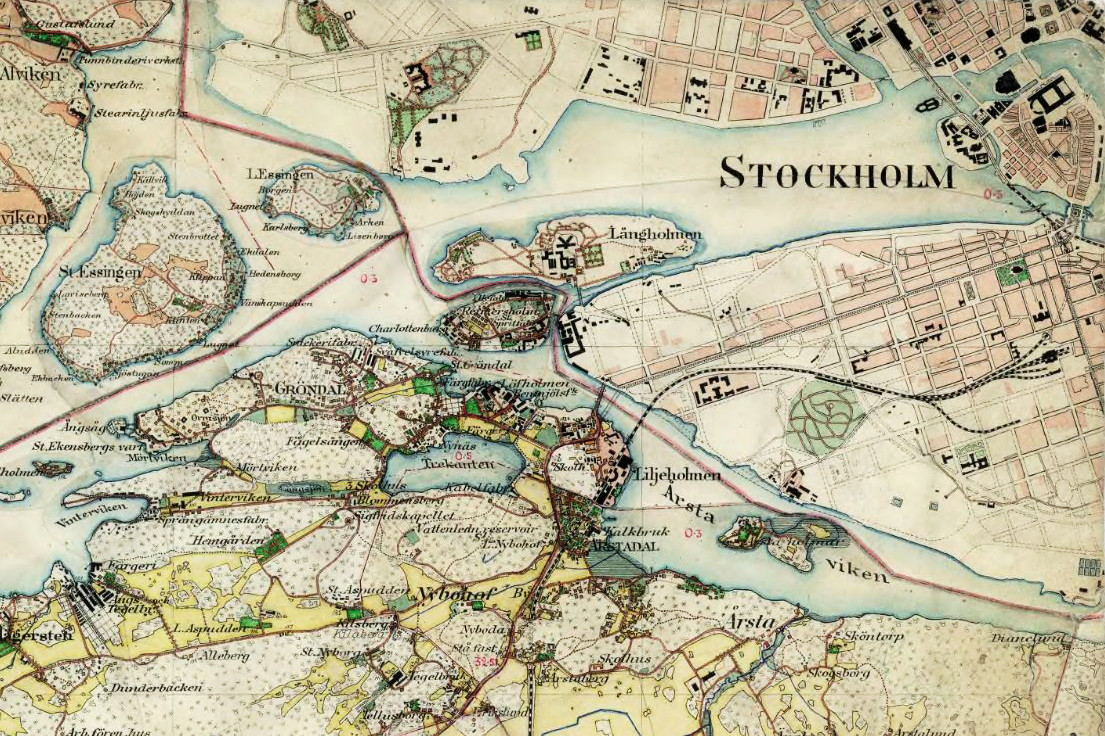
Sydvästra Stockholm 1901
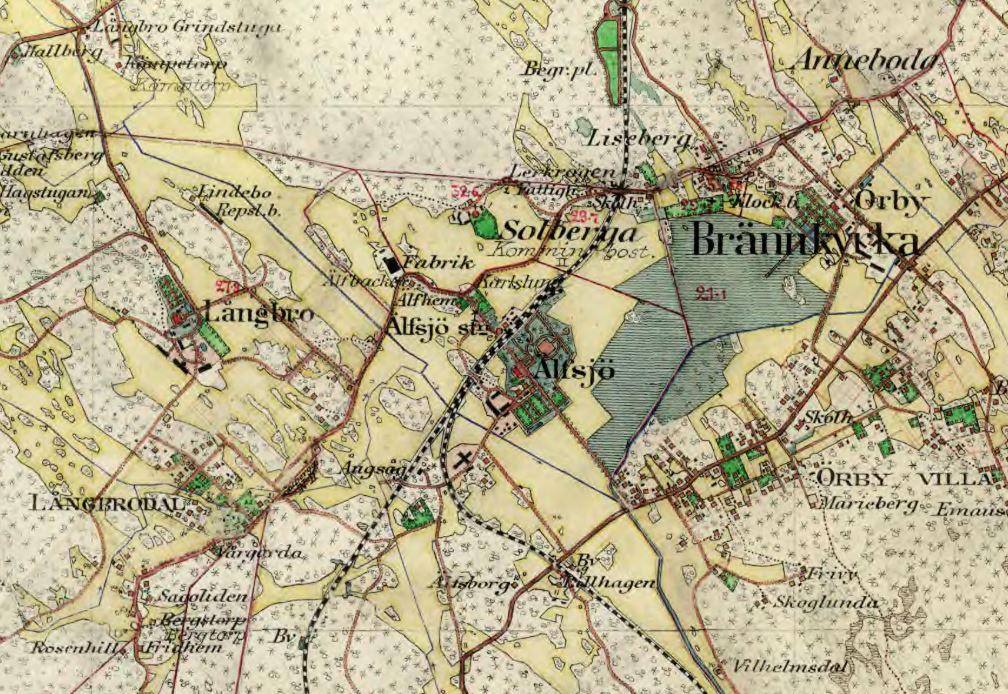
Brännkyrka 1901
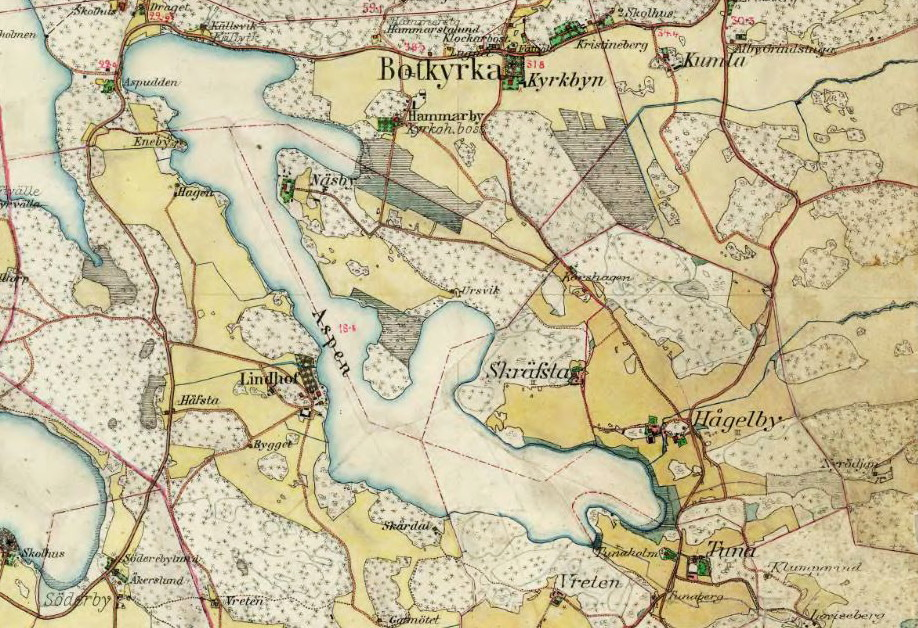
Sjön Aspen 1901
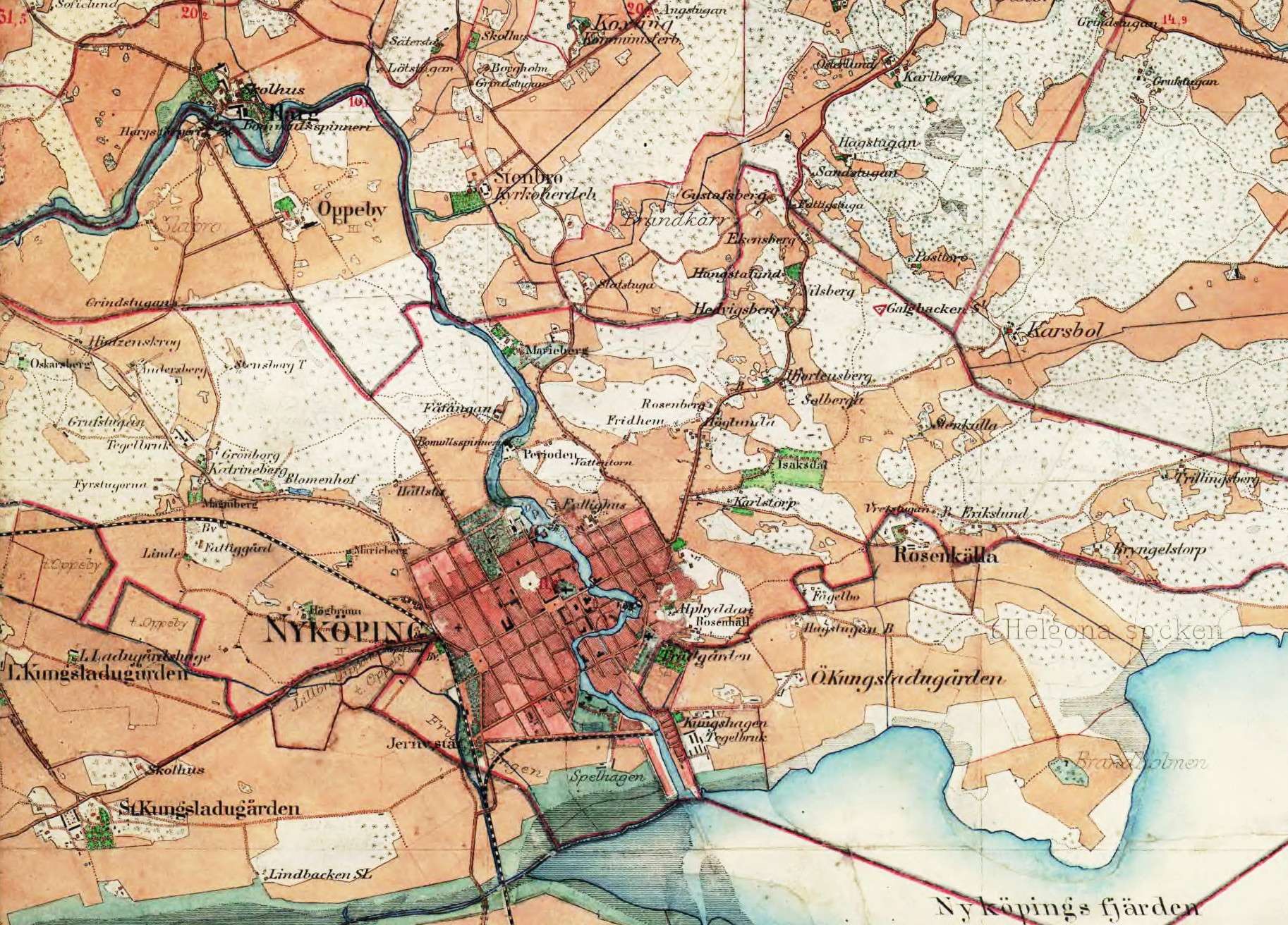
Nyköping med omgivning 1897
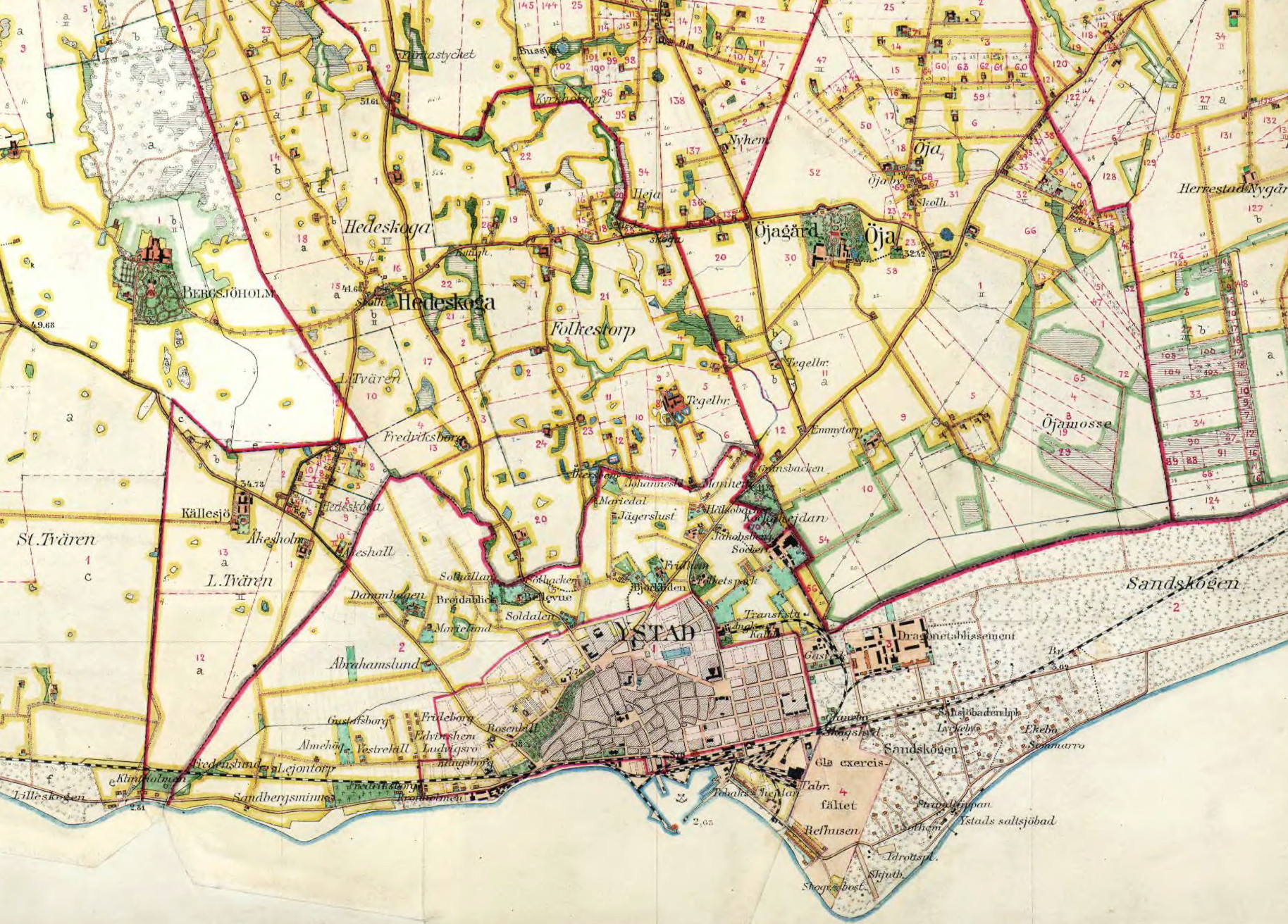
Ystad med omgivning 1910